# The Defended
The Defended – szkocki zespół muzyczny wykonujący muzykę z gatunku indie rock, założony w 2006 roku w Perth.

## Historia
Zespół powstał w 2006 roku w Perth College. Kilkukrotnie grał na małych koncertach w całej Szkocji, jednak nigdy nie odniósł sukcesu komercyjnego. W 2011 roku zespół zakończył swoją działalność.
6 kwietnia 2017 roku użytkownik Artur Boguszew z Kijowa opublikował trwający minutę i 43 sekundy fragment piosenki „Man on a Hill” w serwisie SoundCloud. Poinformował, że urywek pochodzi z lokalnej stacji radiowej i został nagrany w 2012 lub 2013 roku. Boguszew nie wiedział, kto wykonuje utwór i chciał dowiedzieć się, kto jest autorem.
Internauci nazwali urywek „There's A Man” i rozpoczęli poszukiwania wykonawcy i tytułu. Poszukiwania prowadzono między innymi na platformie Reddit.
19 lutego 2024 roku użytkownik „TrippyDrew” opublikował post, w którym informuje, że znalazł w serwisie YouTube nagranie z koncertu zespołu w Glasgow. Następnie odnaleziono cały utwór i zidentyfikowano wykonawców.
Członkowie zespołu na wieść o popularności piosenki spotkali się i ponownie wydali album nagrany w 2008 roku „Boys, Girls and Broken Hearts”.

## Skład
- David McCallum – śpiew, gitara
- Scott Chalmers – gitara
- Fraser Breingan – gitara basowa
- Louis Pietranek – perkusja

## Dyskografia

### Minialbumy
- 2008, 2024: „Boys, Girls and Broken Hearts”